# Antiche unità di misura del circondario di Nicosia
Sono qui riportate le conversioni tra le antiche unità di misura in uso nel circondario di Nicosia e il sistema metrico decimale, così come stabilite ufficialmente nel 1877; non si riportano le unità di misura e di peso stabilite con la riforma del 1809, rese uniformi nell'intero Regno di Sicilia.
Nonostante l'apparente precisione nelle tavole, in molti casi è necessario considerare che i campioni utilizzati erano di fattura approssimativa o discordanti tra loro.

## Misure di lunghezza
Nel 1877 sono indicate in uso solo le unità ufficiali del 1809.

## Misure di superficie
Nel 1877, oltre alle unità ufficiali del 1809, sono indicate in uso alcune misure abusive.
| Comuni | Denominazione | Valore   | Unità |
| --- | ------------- | -------- | ----- |
| Nicosia, Asaro, Agira, Gagliano Castelferrato, Carcaci, Catenanuova, Centuripe, Cerami, Leonforte, Nissoria, Regalbuto | Salma         | 34297,43 | m²    |
| Nicosia, Asaro, Agira, Gagliano Castelferrato, Carcaci, Catenanuova, Centuripe, Cerami, Leonforte, Nissoria, Regalbuto | Tomolo        | 2143,59  | m²    |
| Carcaci | Salma         | 17148,71 | m²    |
| Carcaci | Tomolo        | 1071,79  | m²    |
| Regalbuto | Salma         | 43986,49 | m²    |
| Regalbuto | Tomolo        | 2749,16  | m²    |
| Sperlinga, Troina | Salma         | 34290,10 | m²    |
| Sperlinga, Troina | Tomolo        | 2143,13  | m²    |

La salma abusiva si divide in 16 tomoli.
Il tomolo di Nicosia è di 512 canne quadrate abolite di Palermo.
Il tomolo di Carcaci ba per lato la corda di canne 16 abolite di Palermo.
Il tomolo di Regalbuto ha per lato la corda di canne 25 e palmi 5 aboliti di Palermo.
Il tomolo di Sperlinga, la corda di canne 22 e palmi 5 aboliti di Palermo.

## Misure di volume
Nel 1877 sono indicate in uso solo le unità ufficiali del 1809.

## Misure di capacità per gli aridi
Nel 1877, oltre alle unità ufficiali del 1809, sono indicate in uso alcune misure abusive.
| Comuni                                  | Denominazione               | Valore   | Unità |
| --------------------------------------- | --------------------------- | -------- | ----- |
| Tutti i comuni                          | Salma per frumenti e legumi | 343,8611 | L     |
| Nicosia, Agira, Gagliano, Castelferrato | Salma per ceci e fave       | 412,6333 | L     |
| Centuripe                               | Salma per legumi            | 395,4402 | L     |

La salma per frumenti usata in tutti i comuni del circondario è di 20 tomoli rasi.
La salma di Nicosia per ceci e fave è di 24 tomoli rasi.
La salma per legumi di Centuripe è di 23 tomoli rasi.

## Misure di capacità per i liquidi
Nel 1877, oltre alle unità ufficiali del 1809, sono indicate in uso alcune misure abusive.
| Comuni                  | Denominazione   | Valore   | Unità |
| ----------------------- | --------------- | -------- | ----- |
| Nicosia                 | Salma per mosto | 94,9916  | L     |
| Nicosia                 | Salma per vino  | 89,4039  | L     |
| Agira                   | Salma per mosto | 261,3344 | L     |
| Agira                   | Salma per vino  | 220,0711 | L     |
| Asaro                   | Salma per mosto | 288,8433 | L     |
| Asaro                   | Salma per vino  | 275,0888 | L     |
| Catenanuova, Centuripe  | Botte o Salma   | 412,6333 | L     |
| Caraci                  | Salma per mosto | 85,9653  | L     |
| Caraci                  | Salma per vino  | 68,7722  | L     |
| Gagliano, Castelferrato | Salma           | 196,2524 | L     |
| Cerami                  | Salma per mosto | 577,6866 | L     |
| Cerami                  | Salma per vino  | 550,1777 | L     |
| Leonforte, Nissoria     | Salma per mosto | 358,5381 | L     |
| Leonforte, Nissoria     | Salma per vino  | 335,4742 | L     |
| Regalbuto               | Salma per mosto | 357,6155 | L     |
| Regalbuto               | Salma per vino  | 68,7722  | L     |
| Sperlinga               | Salma per mosto | 96,2811  | L     |
| Sperlinga               | Salma per vino  | 89,4039  | L     |
| Troina                  | Salma per mosto | 165,0533 | L     |
| Troina                  | Salma per vino  | 146,7141 | L     |

Il barile legale si divide in 2 quartare, la quartara in 20 quartucci, il quartuccio in 2 caraffe, la caraffa in 2 bicchieri.
Otto barili fanno la salma.
Quattro salme fanno la botte.
La salma per mosto di Nicosia si divide in 17 mezzarole, la salma per vino in 16 mezzarole, la mezzarola è di quartucci legali 6 1/2.
La salma per mosto di Agira e la salma per vino si dividono in 16 quartare. La quartara per mosto si divide in 19 quartucci legali. La quartara per vino in quartucci legali 16.
La salma per mosto e la salma per vino di Asaro si dividono in 16 quartare, la quartara per mosto e la quartara per vino si dividono in 2 lancelle; la lancella per mosto è di quartucci legali 10 1/2, la lancella per vino è di quartucci legali 10.
La botte di Catenanuova si divide in 12 barili, il barile in 40 quartucci legali. La stessa misura si chiama salma in Centuripe e si divide in 16 quartare di 30 quartucci legali ciascuna.
La salma per mosto di Carcaci si divide in 10 quartarelle, la salma per vino in 8 quartarelle, la quartarella in 10 quartucci legali.
La salma per mosto e la salma per vino di Cerami si dividono in 16 quartare, la quartara per mosto si divide in 21 quartucci.
La quartara per vino in 20 quartucci. Il quartuccio è doppio del legale.
La salma di Gagliano Castelferrato si divide in 16 quartare, la quartara in 9 quartucci. Il quartuccio è di once 52 peso d'acqua corrispondente a litri 1,362864.
La salma per mosto di Leonforte e Nissoria si divide in 18 quartare. La quartara per mosto in 19 quartucci. La salma per vino si divide in 16 quartare, la quartara per vino in 20 quartucci, il quartuccio di once 40 peso d'acqua eguale a litri 1,048357.
La salma per mosto di Regalbuto si divide in 16 quartare, la quartara per mosto si divide in 4 mezzarole, la mezzarola per mosto in quartucci 6 1/2. La salma per vino si divide in 16 mezzarole, la mezzarola per vino in 5 quartucci, il quartuccio è il legale.
La salma per mosto e la salma per vino di Sperlinga si dividono in 16 mezzarole, la mezzarola per mosto si divide in 7 quartucci legali, la mezzarola per vino in quartucci legali 6 1/2.
La salma per mosto e la salma per vino di Troina si dividono in 16 quartare. La quartara per mosto si divide in 9 quartucci.
La quartara per vino in 8 quartucci. Il Quartuccio è di once 40 peso d'olio eguale a litri 1,146204.
| Comuni                                             | Denominazione                                  | Valore    | Unità |
| -------------------------------------------------- | ---------------------------------------------- | --------- | ----- |
| Nicosia                                            | Cafiso di rotoli 100 = 79,342 kg               | 85,965265 | L     |
| Agira                                              | Cafiso di rotoli 12 di once 36 1/3 = 11,531 kg | 12,493619 | L     |
| Asaro                                              | Cafiso di rotoli 15 = 11,901 kg                | 12,894790 | L     |
| Carcaci, Catenanuova, Centuripe, Cerami, Regalbuto | Cafiso di rotoli 20 = 15,868 kg                | 17,193053 | L     |
| Gagliano, Castelferrato                            | Cafiso di rotoli 12 1/2 di once 40 = 13,224 kg | 14,327544 | L     |
| Leonforte, Nissoria                                | Cafiso di rotoli 16 = 12,695 kg                | 13,754442 | L     |
| Sperlinga                                          | Cafiso di rotoli 10 = 7,934 kg                 | 8,596527  | L     |
| Troina                                             | Cafiso di rotoli 13 1/3 = 10,579 kg            | 11,462035 | L     |

## Pesi
Nel 1877, oltre alle unità ufficiali del 1809, sono indicate in uso alcune misure abusive.
| Comuni                                                                                            | Denominazione            | Valore    | Unità |
| ------------------------------------------------------------------------------------------------- | ------------------------ | --------- | ----- |
| Tutti i comuni                                                                                    | Rotolo                   | 793,420   | g     |
| Tutti i comuni                                                                                    | Trappeso per gli orefici | 0,881578  | g     |
| Nicosia, Asaro, Cerami, Catenanuova, Centuripe, Leonforte, Nissoria, Regalbuto, Sperlinga, Troina | Oncia alla grossa        | 66,118333 | g     |
| Agira, Carcaci, Gagliano, Castelferrato                                                           | Oncia alla sottile       | 26,447333 | g     |

Il rotolo legale si divide in 30 once alla sottile.
La libbra si divide in 12 once alla sottile, l'oncia in 4 quarte, la quarta in 2 dramme, la dramma in 3 scrupoli, lo scrupolo in 20 cocci, il coccio in 8 ottavi.
Cento rotoli fanno il cantaro.
La libbra mercantile serve pure per gli usi farmaceutici.
Gli orefici dividono la libbra in 12 once, l'oncia in 30 trappesi, il trappeso in 16 cocci o denari.

## Territorio
Nel 1874 nel circondario di Nicosia erano presenti 13 comuni divisi in 7 mandamenti.
- Agira • Agira, Gagliano Castelferrato
- Assoro • Assoro, Centuripe, Carcaci, Catenanuova
- Leonforte • Leonforte, Nissoria
- Nicosia • Nicosia, Sperlinga
- Regalbuto • Regalbuto
- Troina • Cerami, Troina